# 柳賓
51°49′40″N 25°46′55″E / 51.82778°N 25.78194°E
柳賓（烏克蘭語：Любинь），是烏克蘭西北部的村莊，隸屬里夫內州的瓦拉什區。該村始建於1855年，面積12.9平方公里，海拔高度139米，2001年人口218，人口密度每平方公里17人。